# Nyctemera bipunctella
Nyctemera bipunctella är en fjärilsart som beskrevs av Kirby 1892. Nyctemera bipunctella ingår i släktet Nyctemera och familjen björnspinnare. Inga underarter finns listade i Catalogue of Life.